# 丸山雅祥
丸山 雅祥（まるやま まさよし、1951年 - ）は、日本の経済学者、神戸大学名誉教授。日経・経済図書文化賞、日本商業学会優秀賞、三島海雲記念財団学術研究奨励賞等受賞。

## 略歴
大阪府生まれ。1979年一橋大学大学院経済学研究科博士課程単位修得退学。荒憲治郎らの指導を受けた。1992年「日本市場の競争構造に関する研究」で神戸大学商学博士。岡山大学講師、助教授、1989年神戸大学経営学部助教授を経て、1993年教授となる。2017年定年退任、名誉教授。
1988年『流通の経済分析』で日本商業学会奨励賞受賞。1993年『日本市場の競争構造』で日経・経済図書文化賞及び日本商業学会優秀賞受賞。2007年三島海雲記念財団学術研究奨励賞受賞。

## 著書
- 『流通の経済分析 情報と取引』創文社 1988
- 『日本市場の競争構造 市場と取引』創文社 1992
- 『現代のミクロ経済学ー情報とゲームの応用ミクロ』創文社 1997（共著）
- 『経営の経済学 Business Economics』有斐閣 2005
- 『経営の経済学 Business Economics（新版）』有斐閣 2011
- 『経営の経済学 Business Economics（第3版）』有斐閣 2017
- 『市場の世界ー新しい経済学を求めて』有斐閣 2020

### 共著
- 『現代のミクロ経済学 情報とゲームの応用ミクロ』成生達彦共著 創文社 1997